# Vicariato apostólico de Joló
El vicariato apostólico de Joló (en latín: Vicariatus Apostolicus Ioloënsis, en inglés: Apostolic Vicariate of Jolo y en tagalo: Bikaryatikong Apostoliko ng Jolo) es una circunscripción eclesiástica de la Iglesia católica en Filipinas. Se trata de un vicariato apostólico latino, inmediatamente sujeto a la Santa Sede. Desde el 17 de abril de 1989 su vicario apostólico es Charlie Malapitan Inzon, de los Misioneros Oblatos de María Inmaculada.

## Territorio y organización

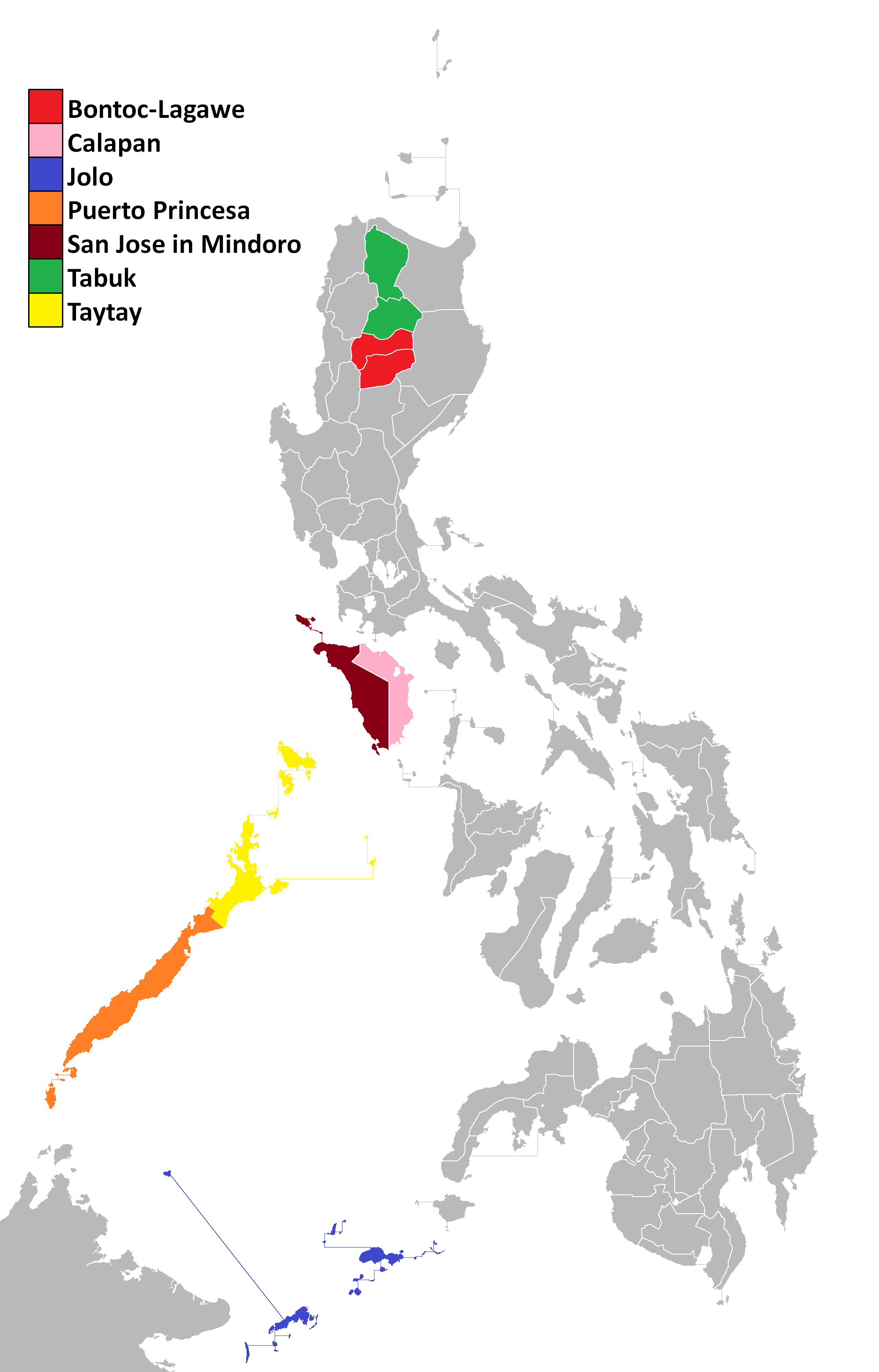
Vicariatos apostólicos de Filipinas, en color azul Joló

El vicariato apostólico tiene 2688 km² y extiende su jurisdicción sobre los fieles católicos de rito latino residentes en las provincias de Joló y de Tawi-Tawi en la región autónoma de la Nación Mora en el Mindanao Musulmán. 
La sede del vicariato apostólico se encuentra en la ciudad de Joló, en donde se halla la Catedral de Nuestra Señora del Carmen.
En 2020 en el vicariato apostólico existían 6 parroquias.

## Historia
La prefectura apostólica de Sulu fue erigida el 28 de octubre de 1953 con el decreto Quo melius de la Sagrada Congregación Consistorial, obteniendo el territorio de la prelatura territorial de Cotabato y Sulu (hoy arquidiócesis de Cotabato).
El 12 de julio de 1958, en virtud de la bula Ecclesia Sancta del papa Pío XII, la prefectura apostólica fue elevada a vicariato apostólico y tomó el nombre actual.
El 4 de febrero de 1997 el vicario apostólico, Benjamín David de Jesús, fue asesinado por un comando islamista cuando se dirigía a celebrar la misa.
El 1 de agosto de 2012 la catedral fue alcanzada por una granada, un ataque que se sospecha fue realizado por miembros del grupo terrorista Abu Sayyaf.
El 27 de enero de 2019, un nuevo atentado terrorista en la catedral provocó una veintena de muertos entre los fieles. El 16 de julio, la catedral fue dedicada de nuevo por el nuncio apostólico Gabriele Giordano Caccia y abierta de nuevo al culto.

## Estadísticas
Según el Anuario Pontificio 2021 el vicariato apostólico tenía a fines de 2020 un total de 24 309 fieles bautizados.
| Año                                                                             | Población            | Población | Población      | Sacerdotes | Sacerdotes    | Sacerdotes    | Bautizados por sacerdote | Diáconos permanentes | Religiosos | Religiosos | Parroquias |
| Año                                                                             | Bautizados católicos | Total     | % de católicos | Total      | Clero secular | Clero regular | Bautizados por sacerdote | Diáconos permanentes | Varones    | Mujeres    | Parroquias |
| ------------------------------------------------------------------------------- | -------------------- | --------- | -------------- | ---------- | ------------- | ------------- | ------------------------ | -------------------- | ---------- | ---------- | ---------- |
| 1970                                                                            | 10 500               | 400 000   | 2.6            | 14         |               | 14            | 750                      |                      | 17         | 23         | 5          |
| 1980                                                                            | 10 000               | 411 000   | 2.4            | 10         |               | 10            | 1000                     |                      | 13         | 44         | 6          |
| 1990                                                                            | 17 200               | 537 000   | 3.2            | 14         |               | 14            | 1228                     |                      | 18         | 39         | 9          |
| 1999                                                                            | 17 922               | 763 249   | 2.3            | 10         |               | 10            | 1792                     |                      | 10         | 40         | 9          |
| 2000                                                                            | 19 312               | 712 062   | 2.7            | 11         |               | 11            | 1755                     |                      | 19         | 40         | 6          |
| 2001                                                                            | 23 300               | 913 750   | 2.5            | 11         |               | 11            | 2118                     |                      | 20         | 38         | 4          |
| 2002                                                                            | 23 902               | 937 325   | 2.6            | 10         | 1             | 9             | 2390                     |                      | 17         | 35         | 3          |
| 2003                                                                            | 24 561               | 963 184   | 2.5            | 11         | 1             | 10            | 2232                     |                      | 18         | 39         | 3          |
| 2004                                                                            | 25 488               | 999 535   | 2.5            | 11         | 1             | 10            | 2317                     |                      | 20         | 42         | 3          |
| 2010                                                                            | 28 937               | 1 101 000 | 2.6            | 12         | 1             | 11            | 2411                     |                      | 18         | 34         | 5          |
| 2014                                                                            | 31 675               | 1 675 026 | 1.9            | 13         | 2             | 11            | 2436                     |                      | 17         | 27         | 5          |
| 2017                                                                            | 24 890               | 1 736 868 | 1.4            | 12         | 2             | 10            | 2074                     |                      | 16         | 22         | 6          |
| 2020                                                                            | 24 309               | 1 540 640 | 1.6            | 12         | 2             | 10            | 2025                     |                      | 14         | 19         | 6          |
| Fuente: Catholic-Hierarchy, que a su vez toma los datos del Anuario Pontificio. |                      |           |                |            |               |               |                          |                      |            |            |            |

## Episcopologio
- Francis Joseph McSorley, O.M.I. † (1954-20 de noviembre de 1970 falleció)
- Philip Francis Smith, O.M.I. † (26 de junio de 1972-11 de abril de 1979 nombrado obispo coadjutor de Cotabato)
- George Eli Dion, O.M.I. † (28 de enero de 1980-11 de octubre de 1991 renunció)
- Benjamin David de Jesus, O.M.I. † (11 de octubre de 1991-4 de febrero de 1997 falleció)
- Angelito Rendon Lampon, O.M.I. (21 de noviembre de 1997-6 de noviembre de 2018 nombrado arzobispo de Cotabato)[nota 2]
- Charlie Malapitan Inzon, O.M.I., desde el 4 de abril de 2020